# Citrullus
Citrullus és un petit gènere de cucurbitàcies que són plantes enfiladisses que en estat silvestre creixen en zones semiàrides, entre elles es troba Citrullus lanatus (la síndria) que és un cultiu important.

## Classificacions de Citrullus
A = noms aprovats per molts especialistes, s = noms aprovats com a sinònims

### Grup citroides
- Citrullus lanatus (Thunb.) Matsum. & Nakai (Citroides Group)

- Citrullus lanatus (Thunb.) Matsum. & Nakai subsp. lanatus var. citroides (L.H. Bailey) Mansf. A → Citrullus lanatus (Thunb.) Matsum. & Nakai (Citroides Group)

- Citrullus lanatus (Thunb.) Matsum. & Nakai var. citroides (L.H. Bailey) Mansf. s → Citrullus lanatus (Thunb.) Matsum. & Nakai

(Citroides Group)
- Citrullus vulgaris Schrad. var. citroides L.H. Bailey s → Citrullus lanatus (Thunb.) Matsum. & Nakai (Citroides Group)

### Grup colocynthis
- Citrullus colocynthis Coloquinta Schrad.

- Citrullus colocynthis (L.) Schrad. subsp. insipidus (Pang.) Fursa

- Citrullus colocynthis (L.) Schrad. subsp. stenotomus (Pang.) Fursa

### Grup lanatus
- Citrullus lanatus (Thunb.) Mansf., non Matsum. & Nakai, nom. illeg.

- Citrullus lanatus (Thunb.) Matsum. & Nakai A

- Citrullus lanatus (Thunb.) Matsum. & Nakai (Lanatus Group)

- Citrullus lanatus (Thunb.) Matsum. & Nakai subsp. lanatus var. lanatus A → Citrullus lanatus (Thunb.) Matsum. & Nakai

- Citrullus caffer Schrad. → Citrullus lanatus (Thunb.) Matsum. & Nakai (Lanatus Group)

- Citrullus lanatus (Thunb.) Matsum. & Nakai subsp. mucosospermus Fursa

- Citrullus lanatus (Thunb.) Matsum. & Nakai subsp. vulgaris (Schrad.) Fursa var. cordophanus (Ter-Avan) Fursa

- Citrullus lanatus (Thunb.) Matsum. & Nakai var. caffer (Schrad.) Mansf. → Citrullus lanatus (Thunb.) Matsum. & Nakai

- Citrullus lanatus (Thunb.) Matsum. & Nakai var. fistulosus Duth. & Full. → Praecitrullus fistulosus (Stocks) Pangale A

- Citrullus lanatus var. fistulosus (Steward) C. R. Babu → Praecitrullus fistulosus (Stocks) Pangale A

- Citrullus lanatus var. fistulosus (Stocks) H. L. Chakravarty → Praecitrullus fistulosus (Stocks) Pangale A

- Citrullus lanatus (Thunb.) Matsum. & Nakai var. lanatus s → Citrullus lanatus (Thunb.) Matsum. & Nakai (Lanatus Group)

- Citrullus naudinianus (Sonder) J. D. Hooker s → Anthosicyos naudinianus (Sonder) C. Jeffrey A

- Citrullus vulgaris Schrad. → Citrullus lanatus (Thunb.) Matsum. & Nakai

### Grup vulgaris
- Citrullus colocynthis (L.) Schrad. var. lanatus (Thunb.) Matsum. & Nakai → Citrullus lanatus (Thunb.) Matsum. & Nakai

- Citrullus edulis Spach. → Citrullus lanatus (Thunb.) Matsum. & Nakai (Vulgaris Group)

- Citrullus lanatus (Thunb.) Matsum. & Nakai (Vulgaris Group)

- Citrullus lanatus (Thunb.) Matsum. & Nakai subsp. vulgaris (Schrad.) Fursa var. vulgaris A → Citrullus lanatus (Thunb.) Matsum. & Nakai (Vulgaris Group)

### Altres grups
- Citrullus ecirrhosus Cogn. s → Colocynthis ecirrhosus (Cogn.) Chakrav. A

- Citrullus lanatus (Thunb.) Matsum. & Nakai subsp. vulgaris (Schrad.) Fursa (Asian Group)

- Citrullus lanatus (Thunb.) Matsum. & Nakai subsp. vulgaris (Schrad.) Fursa (Eastern Group)

- Citrullus lanatus (Thunb.) Matsum. & Nakai subsp. vulgaris (Schrad.) Fursa (Russian Group)

- Citrullus lanatus (Thunb.) Matsum. & Nakai subsp. vulgaris (Schrad.) Fursa (Seedless Group)

- Citrullus lanatus (Thunb.) Matsum. & Nakai subsp. vulgaris (Schrad.) Fursa (Seedy Group)